# Wladimir Afanassjewitsch Schwez
Wladimir Afanassjewitsch Schwez (russisch Владимир Афанасьевич Швец; * 30. Januarjul. / 12. Februar 1916greg. in Werbowka bei Tscherkassy; † 13. Februar 1991) war ein ukrainisch-russischer Musikpädagoge, Musikwissenschaftler, Übersetzer und Komponist.

## Leben
Schwez' Vater Afanassi Maximowitsch Schwez kam aus einer Bauernfamilie und absolvierte die Handelsschule in Swenigorod und dann das Handelsinstitut Kiew. Schwez' Mutter Jewgenija Klementjewna war die Tochter des Musikers und Dirigenten der Kiewer Oper K. G. Batschinski. 1933 ließ sich die Familie Schwez in Odessa nieder. Hier absolvierte Schwez auf Wunsch des Vaters die Ausbildung am Genossenschaftstechnikum.
Bereits als Zehnjähriger hatte Schwez nach einer Musikausbildung gestrebt. Eines Tages begab er sich in das Konservatorium im Gebäude der früheren deutschen Schule an der Kirche St. Paul, wo Swjatoslaw Teofilowitsch Richter studiert hatte und wo der Klavierlehrer N. G. Towbin für ihn wichtig wurde. Nach dem Handelsinstitutsabschluss konnte Schwez nicht sofort in das Konservatorium eintreten. Erst nach Absolvierung des 3. Kurses der Musikschule und Bestehen der Prüfungen wurde er im August 1940 als Student in die theoretische Abteilung des Konservatoriums aufgenommen.  Er studierte bei Serafim Dmitrijewitsch Orfejew, Leonid Simonowitsch Gurow, den Schwestern Wera und Marija Basilewitsch und A. A. Bannikowa. Seine wichtigsten Lehrer waren Porfiri Ustinowitsch Moltschanow und S. D. Kondratjew. Bei Moltschanow komponierte er eine Sinfonietta und dann ein Klavierkonzert. Er schrieb Alben mit Liedern und Romanzen für Klavier und eine Kantate nach Worten Alexei Konstantinowitsch Tolstois. Seit 1940 führte er ein Tagebuch, in dem er systematisch und detailliert sein Leben beschrieb.
Während der rumänischen Verwaltung Odessas 1941–1944 im Deutsch-Sowjetischen Krieg setzte Schwez am Konservatorium, das im März 1942 wieder eröffnet wurde, sein Studium fort. Aufgrund seiner guten Leistungen ernannte ihn der Dekan Kondratjew zum Lektor für Musikliteratur. Vom 11. März 1944 bis 13. März 1945 war er zur Roten Armee eingezogen. Mit seiner Übersetzung des Buchs Henryk Opieńskis über Chopin mit Kommentaren als Diplomarbeit schloss Schwez das Studium am 23. September 1946 ab.
Ab März 1945 bis 1979 war Schwez fast täglich in der zehnjährigen Stoljarski-Musikschule und unterrichtete. Dort richtete er zweimal ein Musikliteraturkabinett ein und kaufte mit eigenem Geld Schallplatten mit Musikwerken für die Studenten. Zu Hause führte er sein Tagebuch fort und komponierte. Daneben verfasste er musikwissenschaftliche Werke, insbesondere über das Werk Puccinis, sowie ein Handbuch für das Studium der russischen Musik. Seine Arbeiten wurden von den Verlagen wegen mangelnder Wissenschaftlichkeit nicht angenommen. Im Übrigen übersetzte er aus dem Polnischen, Französischem und Deutschen Werke zeitgenössischer Autoren über Beethoven, Henryk Wieniawski, Kopernikus, Kepler, Moses Mendelssohn, George Gordon Byron, Cervantes sowie Werke Maurice Druons und André Maurois', literarische Werke, Science-Fiction und vieles andere. Als 1963 seine Mutter starb, geriet er in eine Krise, zumal die Stadtverwaltung ihm seine Wohnung nahm, so dass er sich von seiner Bibliothek trennen musste und nicht mehr zu Hause arbeiten konnte. Erst durch Intervention des KGB-Generals Kuwarsin, dessen Tochter die  Stoljarski-Musikschule besuchte, erhielt er eine Einzimmerwohnung, wobei die Schüler beim Umzug halfen.
1979 musste Schwez in den Ruhestand gehen. Im Klub der Medizinarbeiter hielt er Vorträge, und er machte Beratungen. Als sein früherer Schüler und langjähriger Freund Wladimir Alexandrowitsch Smirnow ihm Keplers Buch Harmonices mundi gab, übersetzte er den Musikteil. Seine Analyse dieses Teils führte zu einer gemeinsamen Veröffentlichung mit Smirnow, die im Gesamtrussischen Institut für wissenschaftliche und technische Information deponiert wurde.
Schwez stellte seine Tagebücher Smirnow zur Verfügung, der sie in sein fünfbändiges Werk mit dem Titel Requiem des 20. Jahrhunderts über die Stalinschen Säuberungen in Odessa aufnahm. Auf Bitte Smirnows komponierte Schwez als sein letztes Werk ein Requiem mit einem Fragment eines Gedichts von Anna Andrejewna Achmatowa für drei Solisten, Chor und Klavier, das er auf Empfehlung der Konservatoriumsprofessorin Galina Anatoljewna Poliwanowa zweimal umgeschrieben hatte. Das Werk wurde 1996 von dem Absolventen des Odessaer Konservatoriums M. Goduljan im Literaturmuseum uraufgeführt, wobei Smirnow einige Lieder Schwez' auf dem Klavier vortrug. Dieses Werk fügte Smirnow dem Epilog seines fünfbändigen Werks hinzu.